# Das Volk der Bäume
Das Volk der Bäume (Originaltitel: The People in the Trees) ist ein Roman der US-amerikanischen Schriftstellerin Hanya Yanagihara aus dem Jahr 2013, in dem die Geschichte eines Mediziners erzählt wird, der mit zwei Ethnologen auf (fiktiven) Südseeinseln einen isoliert lebenden Stamm erforscht und dabei auf die Spur eines lebensverlängernden Geheimnisses kommt. Der Mediziner wird berühmt, adoptiert unzählige verwahrloste Kinder, die er in seinem Haus in den USA aufzieht, und wird des Kindesmissbrauchs angeklagt. Auf Deutsch erschien das Buch 2019, übersetzt von Stephan Kleiner.
Die Geschichte orientiert sich am Leben des US-amerikanischen Virologen und Nobelpreisträgers Daniel Carleton Gajdusek und an dem Missbrauchsskandal um ihn.

## Handlung
Der junge Mediziner Norton Perina trifft kurz nach Abschluss seines Studiums auf zwei Ethnologen, die ihn auf eine Expedition zu den U'Ivu-Inseln mitnehmen. Dort tauchen die drei in die fremde Welt eines dort isoliert lebenden Stammes ein, im ethnologischen Stil werden Beobachtungen, Entdeckungen und Erkenntnisse der Wissenschaftler geschildert. Sie stoßen auf abseits lebende Träumer, erkennen, dass es sich hierbei um sehr alte Menschen mit geistigen Einschränkungen handelt und finden heraus, dass sie von dem Fleisch einer endemischen Schildkrötenart gegessen haben. Perina nimmt bei der Rückkehr in die USA heimlich Fleischproben mit, erforscht an Mäusen die Wirkung und kann eine unglaubliche lebensverlängernde Wirkung nachweisen; gleichzeitig verschlechtert sich aber auch der geistige Zustand der Mäuse.
Durch seine Forschungen wird er schlagartig berühmt und gewinnt den Nobelpreis. Mehrere Pharmakonzerne schicken eigene Forscherteams auf die Inseln, das Leben dort ändert sich in kurzer Zeit dramatisch: Die westliche Zivilisation zerstört die ursprüngliche Lebensart und die Natur – am Ende werden auch die geheimnisvollen Schildkröten ausgerottet.
Der Wirkstoff für die Lebensverlängerung wird entdeckt, doch die Nebenwirkungen – der geistige Verfall – verhindern eine Nutzung.
Perina reist weiterhin auf die Inseln, beobachtet die negativen Entwicklungen dort und nimmt verwahrlost lebende Kinder mit zurück in die USA, adoptiert sie und zieht sie in seinem großen Haus auf. Daneben widmet er sich weiter seinen Forschungen; doch die Erziehung der Kinder fordert ihn, und zuletzt offenbart sich eine abgründige Seite des Forschers.

## Aufbau und Stil
Der Roman mit 475 Seiten ist in 6 Teile gegliedert, zusätzlich Vorwort, Epilog, Nachtrag, Anhang und eine Karten der Inseln und des Dorfes.
Die Handlung wird aus der Sicht Perinas erzählt, insbesondere zu Beginn erinnert der Stil an die Berichte von Ethnologen, die versuchen, fremde Gesellschaften zu entschlüsseln. Eingerahmt wird diese Erzählung durch Anmerkungen seines langjährigen Mitarbeiters Ronald Kubodera in Form eines Vorwortes und insbesondere ausführlicher Fußnoten.
Bereits zu Beginn wird das Ende vorweggenommen. In der eigentlichen Erzählung wird das Thema nicht erwähnt, die entsprechende Passage zum Kindesmissbrauch wird in einem Nachtrag angefügt.
Die Autorin hat Inseln, Sprache, Bräuche, Tiere und Früchte erfunden – dabei wirkt alles sehr realistisch. Wissenschaftliche Dispute werden in den Fußnoten dargestellt mit Einzelheiten wie Namen der Wissenschaftler, Zitaten, Veröffentlichungen und Magazinen.

## Rezeption
„Yanagihara hat in Das Volk der Bäume auf bewundernswerte Weise eine fiktive ... Biografie geschrieben, die sie mit großen Fragen auflädt: Wo sind die ethischen Grenzen der Wissenschaft? Welche Erwartungen haben wir an sie und was sind wir bereit zu tolerieren?“

„Hanya Yanagihara hat diesen überbordenden Text außerordentlich raffiniert konstruiert. Aber "Das Volk der Bäume" ist natürlich weit mehr als eine brillant geschriebene, prallvolle Geschichte. Sie wirft existenzielle Fragen auf, etwa nach den Aufgaben und der Verantwortung der Wissenschaft, und sie zwingt uns, über die Relativität von Moral und Ethik nachzudenken.“

## Buch
- Hanya Yanagihara: The People in the Trees. Atlantic, New York 2013, ISBN 978-0-385-53677-6.
- Hanya Yanagihara: Das Volk der Bäume. Aus dem Englischen von Stephan Kleiner, Hanser Berlin, Berlin 2019, ISBN 978-3-446-26202-7.